# Арка электрических витаминов
Арка электрических витаминов — интерактивный памятник в Нижнем Новгороде, располагавшийся на площади Маркина. В настоящее время демонтирован.

## История создания

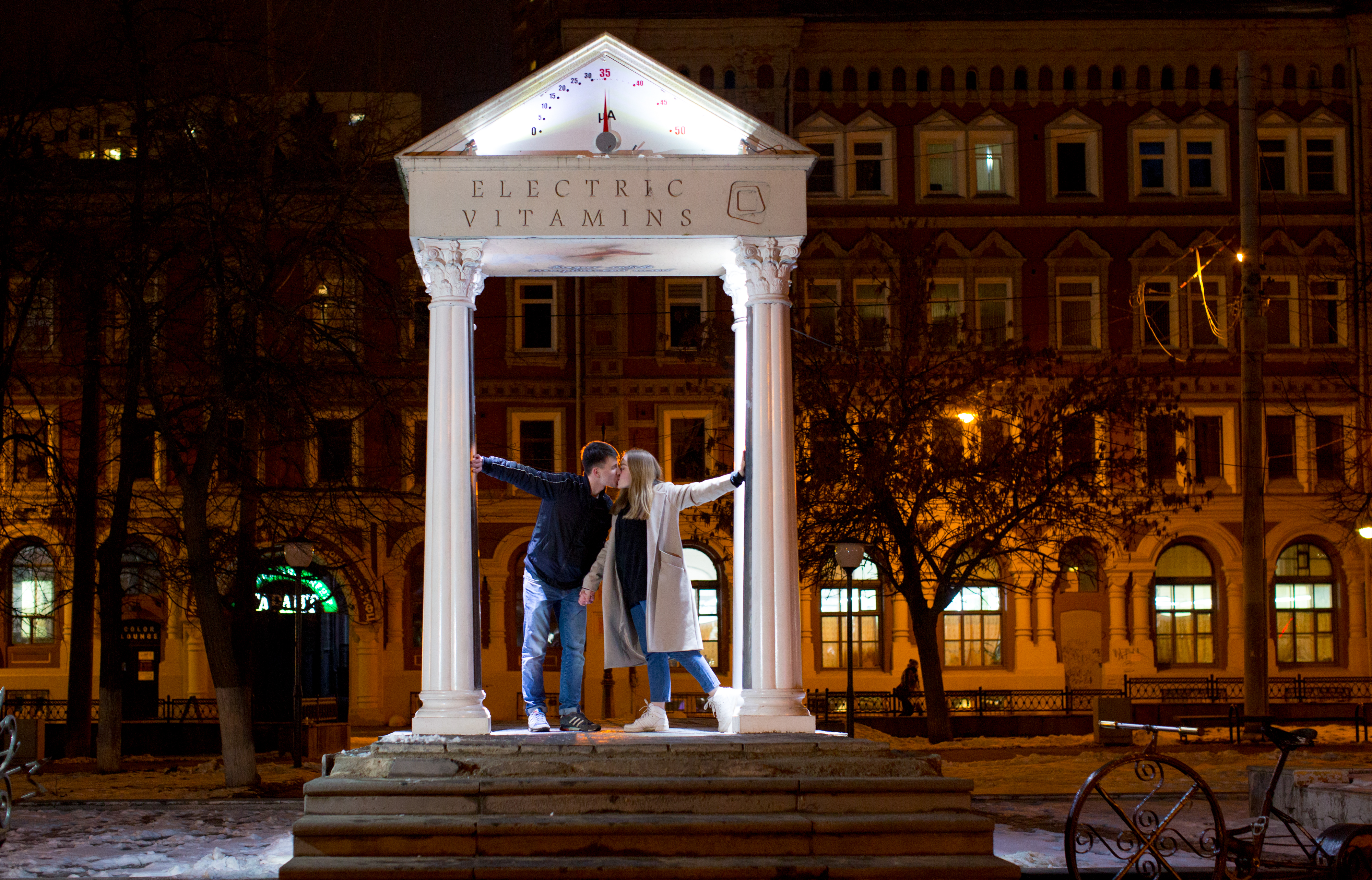
Объект также называют «Аркой поцелуев»

Памятник был создан на основе изобретения инженера Станислава Бугрова (патент на изобретение РФ № 2254157) по эскизу номинанта премии Кандинского, художника Александра Лаврова. Установлен в 2012 году рядом с фонтаном на площади Маркина по инициативе депутата Законодательного собрания Нижегородской области Александра Серикова ко «Дню семьи, любви и верности».
Арка относится к архитектуре малых форм, представляет собой монумент из стеклофибробетона со встроенным амперметром и инкрустацией меди, цинка и магния. Памятник демонстрирует редокс-процессы как механизм получения энергии, необходимой для всех процессов жизнедеятельности.
По мнению журнала «Поиск-НН» (2020. — № 5-6 (237—238). — С. 16—17), арка является «живым памятником эволюции», поскольку позволяет человеку вырабатывать электрическую энергию, используя законы Ома, Фарадея, Ньютона, Нернста. Про арку электрических витаминов создана серия научно-популярных фильмов.
В 2020 году в ходе реконструкции площади Маркина арка была ликвидирована.

## В массовой культуре
В 2016 году в 4 сезоне программы «Ревизорро» на телеканале «Пятница!» сюжет об арке с Ольгой Романовской стал началом выпуска о Нижнем Новгороде.
Также в 2016 году сюжет об арке с Джоном Уорреном был показан в передаче «Поедем, поедим!» на телеканале «НТВ».
В 2018 году, во время проведения чемпионата мира по футболу, памятник был одним из наиболее посещаемых туристами мест в Нижнем Новгороде. Об этом был снят сюжет для передачи «Доброе утро» на «Первом канале».